# Stairway to Heaven/Highway to Hell
Stairway to Heaven/Highway to Hell ist ein 1989 erschienenes Kompilationsalbum, für das zu der Zeit populäre Hard-Rock-Bands wie Skid Row, Bon Jovi, Mötley Crüe und Cinderella bekannte Stücke anderer Künstler coverten. Alle am Album beteiligten Gruppen hatten auch auf dem Moscow Music Peace Festival gespielt, von dem sich die Aufnahme eines Medleys ebenfalls auf dem Album befindet. Die Künstler, deren Stücke auf dem Album neu interpretiert wurden, waren alle Opfer von Alkohol oder anderen Drogen geworden.

## Hintergrund
Doc McGhee, damals Manager von Mötley Crüe, Skid Row und den Scorpions, war 1986 durch die illegale Einfuhr großer Mengen Marihuana in die Vereinigten Staaten straffällig geworden. Am 19. Januar 1987 musste er sich erstmals vor dem North Carolina Federal Court verantworten, wo er sich schuldig bekannte. Das mögliche Strafmaß für die Tat betrug 20 Jahre Haft. Statt der ursprünglich verhängten fünfjährigen Haftstrafe bekam McGhee eine vieljährige Bewährungsauflage und musste neben einer zu zahlenden Geldstrafe unter anderem eine Anti-Drogen-Kampagne organisieren.
Zu diesem Zweck gründete er die „Make A Difference Foundation“, eine Stiftung, die Geld für verschiedenen Anti-Drogen-Programme sammeln sollte. Im Zuge dieses Engagements organisierte McGhee das „Moscow Music Peace Festival“, bei dem Bon Jovi, Cinderella, die russische Rockband Gorky Park (russisch Парк Горького), Mötley Crüe, Ozzy Osbourne, Scorpions und Skid Row auftraten. Außerdem stieß am Schluss Schlagzeuger Jason Bonham für das Finale hinzu, bei dem Musiker der beteiligten Bands jammten. Das Festival wurde im Fernsehen übertragen und die Aufzeichnung später auf Videocassette verkauft.
Für das Album Stairway to Heaven/Highway to Hell wurden die beteiligten Künstler gebeten, sich einen Song auszusuchen, den sie schon immer aufnehmen wollten. Die einzige Bedingung war, dass der jeweilige Titel von einem Künstler oder einer Gruppe stammen sollte, die durch Alkohol- oder Drogenprobleme gestorben waren bzw. ein Mitglied verloren hatten. Die Produktion übernahm Bruce Fairbairn; von wenigen Ausnahmen abgesehen nahmen alle Bands den jeweiligen Song in Fairbairns Little Mountain Studios in Vancouver (Kanada) auf.
Zu den Künstlern, deren Songs ausgewählt wurden, zählten The Who, deren Schlagzeuger Keith Moon seiner Alkoholabhängigkeit erlegen war, die Sex Pistols, die den Verlust von Sid Vicious zu beklagen hatten, Jimi Hendrix, Tommy Bolin, Thin Lizzy, Janis Joplin, und Led Zeppelin.
Für das Album wurde auch das John Bonham-Stück Moby Dick aufgenommen, das von den Schlagzeugern Tico Torres (Bon Jovi), Jason Bonham, und Mickey Curry sowie Jim Vallance (Schlagzeug und Percussion) eingespielt wurde. Sie firmierten unter dem Namen Drum Madness auf dem Album.
Widmung
Stairway to Heaven/Highway to Hell „wurde der Erinnerung an die folgenden Künstler gewidmet“:
John Belushi, † 1982 • Mike Bloomfield, † 1981 • Tommy Bolin (Deep Purple), † 1976 • John Bonham (Led Zeppelin), † 1979 • Brian Cole (The Association), † 1972 • Pete Farndon (The Pretenders), † 1983 • Tim Hardin, † 1980 • Jimi Hendrix, † 1970 • Greg Herbert (Blood, Sweat & Tears), † 1978 • Billie Holiday, † 1959 • James Honeyman-Scott (The Pretenders), † 1982 • Brian Jones (The Rolling Stones), † 1969 • Janis Joplin, † 1970 • Wells Kelly (Meat Loaf), † 1984 • Frankie Lymon, † 1968 • Phil Lynott (Thin Lizzy), † 1986 • Jimmy McCulloch (Wings), † 1979 • Robbie McIntosh (AWB), † 1974 • Keith Moon (The Who), † 1978 • Jim Morrison (The Doors), † 1971 • Billy Murcia (The New York Dolls), † 1972 • Charlie Parker, † 1955 • Graham Parsons, † 1973 • Elvis Presley, † 1977 • Bon Scott (AC/DC), † 1980 • Vinnie Taylor (ShaNaNa), † 1974 • Gary Thain (Uriah Heep), † 1976 • Sid Vicious (Sex Pistols), † 1979 • Danny Whitten (Crazy Horse), † 1972 • Hank Williams, † 1953 • Alan Wilson (Canned Heat), † 1970 • Dennis Wilson (The Beach Boys), † 1983

## Aufnahmetermine
Die Aufnahmetermine der einzelnen Bands waren:
- Gorky Park: März 1989, Little Mountain Studio, Vancouver,
- Skid Row: 13. Mai 1989, Mushroom Studios, Vancouver,
- Scorpions: 24. und 25. Mai 1989, Wisseloord Studios, Hilversum,
- Ozzy Osbourne: 3. Januar 1989, Little Mountain Studio, Vancouver,
- Mötley Crüe: Frühjahr 1989, Little Mountain Studio, Vancouver,
- Bon Jovi: 15. Juli 1988, Little Mountain Studio, Vancouver,
- Cinderella: 1. Februar 1989, Kajem Victory Studios, Philadelphia

## Titelliste
| Nr.          | Titel | Autor(en)                                                                                  | Aufgenommen von                                                        | Länge |
| ------------ | --- | ------------------------------------------------------------------------------------------ | ---------------------------------------------------------------------- | ----- |
| 1.           | My Generation (The Who)                                                                                                   | Pete Townshend                                                                             | Gorky Park                                                             | 4:46  |
| 2.           | Holidays in the Sun (Sex Pistols)                                                                                         | Paul Cook, Steve Jones, Johnny Rotten, Sid Vicious                                         | Skid Row                                                               | 3:35  |
| 3.           | I Can’t Explain (The Who)                                                                                                 | Pete Townshend                                                                             | Scorpions                                                              | 3:22  |
| 4.           | Purple Haze (Jimi Hendrix)                                                                                                | Jimi Hendrix                                                                               | Ozzy Osbourne                                                          | 4:22  |
| 5.           | Teaser (Tommy Bolin) | Tommy Bolin, Jeff Cook                                                                     | Mötley Crüe                                                            | 5:19  |
| 6.           | The Boys are Back in Town (Thin Lizzy)                                                                                    | Phil Lynott                                                                                | Bon Jovi                                                               | 4:04  |
| 7.           | Move Over (Janis Joplin)                                                                                                  | Janis Joplin                                                                               | Cinderella                                                             | 3:25  |
| 8.           | Moby Dick (Led Zeppelin)                                                                                                  | John Bonham, John Paul Jones, Jimmy Page                                                   | „Drum Madness“ (Tico Torres, Jason Bonham, Mickey Curry, Jim Vallance) | 5:52  |
| 9.           | Jam (Hound Dog; Long Tall Sally/Blue Suede Shoes; Rock & Roll) (Elvis Presley; Little Richard/Carl Perkins; Led Zeppelin) | Jerry Leiber, Mike Stoller; Little Richard/Carl Perkins; Page, Bonham, Jones, Robert Plant |                                                                        | 4:49  |
| Gesamtlänge: | Gesamtlänge: | Gesamtlänge:                                                                               | Gesamtlänge:                                                           | 38:14 |